# Tavas
Tavas (früher Yarengüme) ist eine Stadt im gleichnamigen Landkreis der türkischen Provinz Denizli und gleichzeitig ein Stadtbezirk der 2012 geschaffenen Büyükşehir belediyesi Denizli (Großstadtgemeinde/Metropolprovinz). Tavas liegt etwa 42 km südlich des Zentrums von Denizli.
Tavas hat die drittgrößte Fläche aller Landkreise der Provinz. Ende 2020 lag Tavas mit 42.922 Einwohnern auf dem 5. Platz der bevölkerungsreichsten Landkreise in der Provinz. Die Bevölkerungsdichte liegt mit 30 Einwohnern je Quadratkilometer unter dem Provinzdurchschnitt (86 Einwohner je km²).

## Geographie
Der Landkreis Tavas grenzt im Norden an die İlçe Merkezefendi und Pamukkale, im Osten bzw. im Süden an die İlçe Acıpayam und Serinhisar sowie im Westen an die İlçe Beyağaç, Kale und Karacasu (Provinz Aydın). Die Landschaft wird besonders von Bergen geprägt. Im Osten des Landkreises befinden sich die Berge Bozdağ (2419 m) und Kızılhisar Dağı (2241 m).

## Geschichte
Antike Relikte aus römischer und byzantinischer Zeit wurden in der Umgebung von Vakıf, Medet, Yorga, Kızılcabölük und Kızılca entdeckt.
Das Gebiet um die Stadt wurde im 13. Jahrhundert von den Seldschuken erobert und die Stadt wurde in ihrer jetzigen Lage als Yarengüme gegründet. Während der seldschukischen Periode ließen sich im Gebiet oghusische Turkmenen aus Zentralasien nieder. Tavas gehörte in der seldschukischen Periode bis 1365 dem Tavaslıoğlu Beyliği und danach dem Menteşe Beyliği an. In der osmanischen Periode gehörte Tavas dem Vilâyet-i Aydın an.
Laut Stadtlogo erhielt Tavas im Jahr 1890 den Status einer Belediye (Gemeinde).

## Wirtschaft und Infrastruktur
Im Landkreis sind viele Kleinbetriebe vorhanden, u. a. Betriebe der Textil- und Bekleidungsindustrie in Karahisar, Kızılcabölük und Tavas, Leblebibetriebe in Kızılca, Manganabbau- und Marmorbetriebe in Ulukent, Chromabbaubetriebe in Kozlar und Kohleabbaubetriebe in Avdan. Andere Einnahmequellen im Landkreis sind der Ackerbau und die Tierhaltung. Das zu Nikfer gehörende Skigebiet Bozdağ ist für den Landkreis von besonderem touristischen und wirtschaftlichen Belang.

## Persönlichkeiten
- Baki Adam (* 1962), Religionswissenschaftler und Schriftsteller

- Nihat Zeybekçi (* 1961), Politiker, Unternehmer und ehemaliger Wirtschaftsminister der Türkei.